# Arquivo Histórico Municipal de Resende
O Arquivo Histórico Municipal de Resende fica localizado em Resende, Estado do Rio de Janeiro e é um dos arquivos públicos municipais do Estado. Fica localizado na Fundação Casa da Cultura Macedo Miranda (R. Luís da Rocha Miranda, 117, Centro, Resende), cujo prédio datado do século XIX era o antigo Paço Municipal de Resende. Ali funcionara também a cadeia a Câmara municipal